# El alemán de Atacama
El alemán de Atacama es la tercera novela del escritor chileno Roberto Ampuero sobre el detective privado Cayetano Brulé. Publicada en 1996, fue precedida por ¿Quién mató a Cristián Kustermann? (1993) y Boleros en La Habana (1994), y sucedida por Cita en el Azul Profundo (2004), Halcones de la noche (2005), El caso Neruda (2008) y Bahía de los misterios (2013).

## Trama
Cornelia Kratz es una periodista alemana que trabaja como corresponsal en Buenos Aires para el Frankfurter Allgemeine Zeitung, principal diario de su país, quien contrata los servicios del detective privado en Valparaíso, en su oficina en el edificio Turri, para que logre esclarecer el supuesto homicidio de Willi Balsen en San Pedro de Atacama. Balsen, alemán, llegó al país para trabajar con la empresa alemana SOS-Dritte Welt, pequeña organización privada que ayuda a los países pobres y tiene un proyecto en el desierto de Atacama, donde financia la construcción de pozos y acequias en San Pedro. Supuestamente Balsen fue asesinado resistiéndose a un robo, pero la periodista no está de acuerdo con la versión oficial, por lo que contrata a Brulé para averiguar qué ocurrió realmente con Balsen.